# Iwan Najaszkow
Iwan Siemionowicz Najaszkow (ros. Иван Семёнович Наяшков, ur. 24 listopada 1924 we wsi Andriejewskoje w obwodzie włodzimierskim, zm. 2 czerwca 1998 w Moskwie) – radziecki działacz państwowy.

## Życiorys
W 1942 został dyżurnym nadzorcą radiowęzła i technikiem radiowęzła w Stupino w obwodzie moskiewskim, 1949 ukończył Moskiewski Instytut Energetyczny (specjalność: budowa maszyn elektrycznych), 1949-1950 pełnił obowiązki szefa kursu w tym instytucie. W latach 1950–1953 był aspirantem Moskiewskiego Instytutu Energetycznego, 1953-1956 asystentem i p.o. docenta Charkowskiego Instytutu Politechnicznego, potem starszym pracownikiem naukowym Wszechzwiązkowego Instytutu Elektrotechnicznego im. Lenina, 1961-1964 był w nim szefem wydziału, następnie dyrektorem. W 1954 został kandydatem nauk technicznych. Od 1961 należał do KPZR, 1973-1975 był zastępcą przewodniczącego, 1975-1979 I zastępcą przewodniczącego, a od stycznia 1979 do lipca 1989 przewodniczącym Państwowego Komitetu ZSRR ds. Wynalazków i Odkryć, następnie przeszedł na emeryturę. Od 23 lutego 1981 do 2 lipca 1990 wchodził w skład Centralnej Komisji Rewizyjnej KPZR. Został odznaczony Orderem Rewolucji Październikowej i Orderem Czerwonego Sztandaru Pracy. Został pochowany na Cmentarzu Nikoło-Archangielskim pod Moskwą.